# Salviano (mestre dos soldados)
Salviano (em latim: Salvianus) foi um oficial bizantino do século VII, ativo durante o reinado do imperador Maurício (r. 610–641).

## Vida

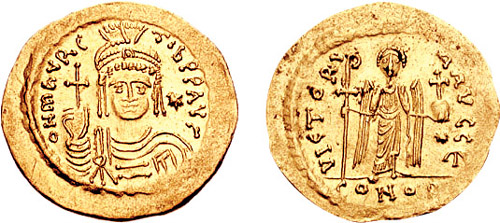
Soldo de Maurício r.

Salviano aparece em 588, quando foi nomeado hipoestratego (talvez mestre dos soldados vacante) por Prisco, quando o último tornou-se mestre dos soldados da Trácia. Salviano foi enviado com a cavalaria para defender a Mésia contra os avares, derrotou contingente do exército do grão-cã e então derrotou os reforços sob Samur, mas quando todo o exército bárbaro sob o grão-cã se aproximou, ele retirou-se para junto de Prisco.